# Алеутский жёлоб
Алеу́тский жёлоб — океанический жёлоб и зона субдукции (поддвига Тихоокеанской плиты под Северо-Американскую), которая проходит по южному побережью Аляски и тянется до побережья полуострова Камчатка. Длина 3400 км, максимальная глубина 7679 м. Является границей между литосферными плитами.
Северо-Американская плита, наползая на Тихоокеанскую плиту, формирует вдоль жёлоба островную дугу Алеутских островов.
На западе в районе Командор жёлоб переходит в Курило-Камчатский жёлоб, который имеет юго-западное направление.